# Sheraton Tel Aviv
Sheraton Tel Aviv (hebr. מלון שרתון תל אביב, Malon Szeraton Tel Awiw) – pięciogwiazdkowy hotel w Tel Awiw-Jafa, w Izraelu. Należy do sieci Sheraton.
Hotel jest usytuowany przy nadmorskiej ulicy HaYarkon w osiedlu Cafon Jaszan w Tel Awiwie. Rozciąga się stąd widok na Morze Śródziemne.

## Historia
W miejscu tym pierwotnie stał wybudowany w 1926 "Czerwony Dom" (hebr. הבית האדום). Budynek służył przez pewien czas jako siedziba rady miejskiej. Znajdowała się tutaj także siedziba młodzieżowego ruchu syjonistycznego HaNoar HaOved VeHaLomed (hebr. הנוער העובד) oraz Hagany. Jego nazwa nawiązywała do koloru budynku (czerwony). W latach 30. Hagana kierowała z tego budynku przemytem nielegalnych żydowskich imigrantów do Mandatu Palestyny.

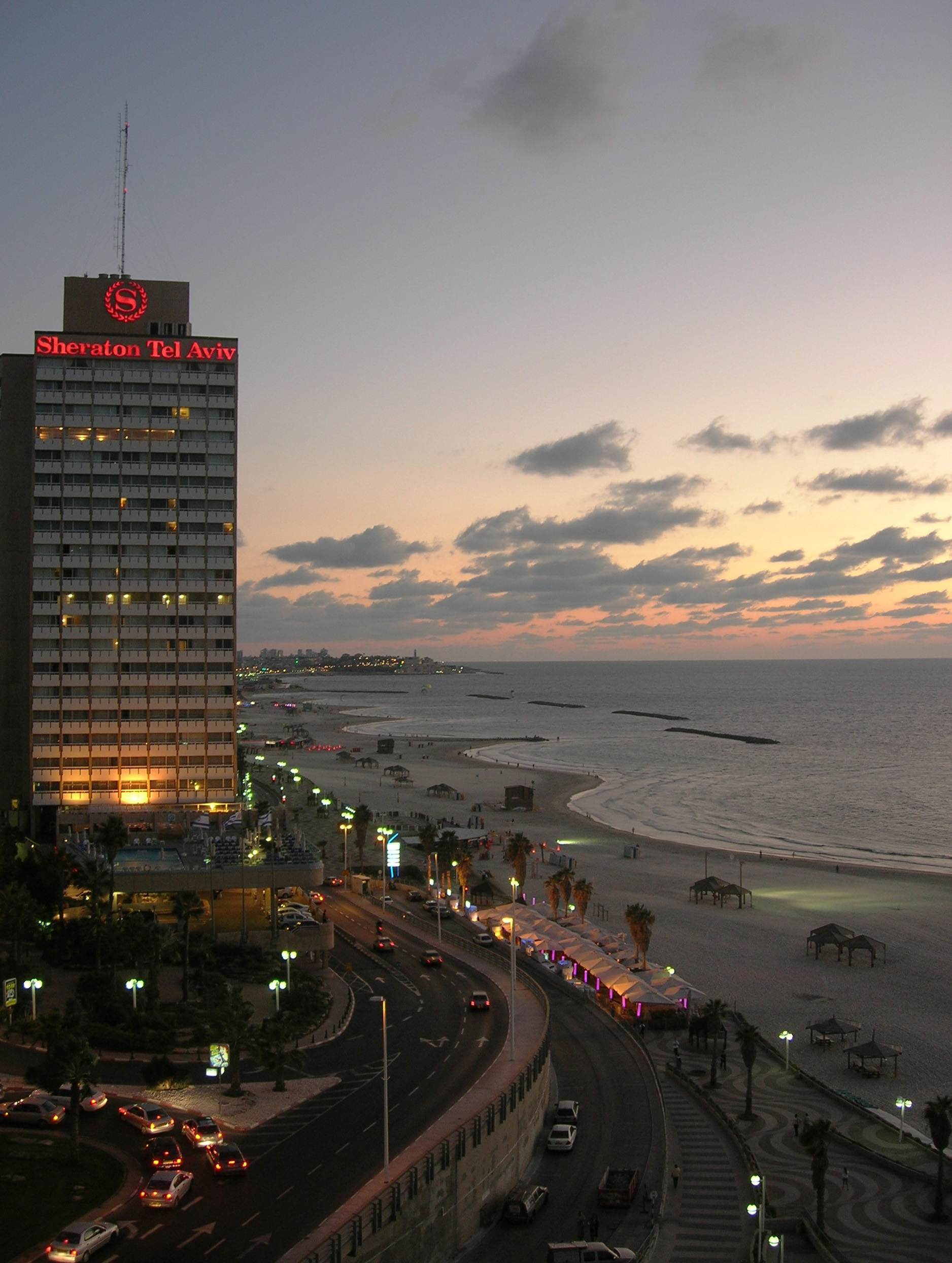
Sheraton Tel Aviv

Podczas Wojny o Niepodległość w budynku zbierało się naczelne dowództwo Sił Obronnych Izraela. Po wojnie, przez krótki czas znajdowała się tutaj siedziba Ministerstwa Spraw Zagranicznych.
W 1977 "Czerwony Dom" został wyburzony, a na jego miejscu wybudowano Sheraton Tel Aviv.

## Pokoje i apartamenty
Hotel dysponuje 331 pokojami hotelowymi i apartamentami. Każdy pokój wyposażony jest w klimatyzację, biurko, minibarek, sejf, automatyczną sekretarkę, dostęp do bezprzewodowego Internetu, telefon obsługujący kilka linii, telewizję kablową, łazienkę do użytku prywatnego, telefon w łazience, otwierane okna z roletami światłoszczelnymi, osobny salon i własny balkon. Wszystkie pokoje posiadają klucze elektroniczne/magnetyczne.
Hotel świadczy dodatkowe usługi w zakresie: bezpłatnych śniadań, czyszczenia butów, ochrony, personelu wielojęzycznego, opieki nad dziećmi, organizowaniu imprez okolicznościowych i wesel, pomocy medycznej, pomocy w organizowaniu wycieczek, pralni, sejfu w recepcji, usług spa (sauna, masaże, zabiegi, siłownia, fitness), wypożyczania telefonów komórkowych i transportu z lotniska. Dla ułatwienia komunikacji w budynku jest winda.
Znajduje się tutaj sala konferencyjna z zapleczem do obsługi zorganizowanych grup. Dodatkowo można korzystać z basenu kąpielowego położonego na zewnątrz budynku. W hotelu jest kryty parking, kantor, restauracja, kawiarnia, sala bankietowa, sklep z pamiątkami, kiosk oraz pralnia chemiczna. Z zajęć sportowych hotel umożliwia dostęp do aerobiku, strzelnicy golfowej, minigolfa, pływania, tenisa, wędkarstwa i żeglarstwa.
W budynku swoje siedziby mają następujące firmy: Sheraton Hotels and Resorts, Electra Israel Ltd. oraz M.G. Acoustic Consultants Ltd..